# Sylvia Skan
Sylvia Winifred Skan (Bickenhill, Midlands Ocidentais (condado), 15 de agosto de 1897 – 10 de junho de 1972) foi uma matemática inglesa. É conhecida por seu trabalho em aerodinâmica e, em particular, pela camada limite de Falkner-Skan na mecânica dos fluidos do fluxo de ar passando por um obstáculo em forma de cunha, sobre a qual escreveu com V.M. Falkner em 1930, e pela equação de Falkner-Skan associada.
Skan nasceu em Bickenhill em 15 de agosto de 1897, a mais velha dos cinco filhos do botânico Sidney Alfred Skan e de sua mulher Jane Alkins. Ela não parece ter obtido um diploma universitário. Em 1923 estava trabalhando para o Departamento de Aerodinâmica do Laboratório Nacional de Física do Reino Unido, onde realizou toda a sua carreira.
Além de artigos de pesquisa em coautoria, 17 dos quais a listaram como primeira autora, seus trabalhos incluíram traduções de artigos científicos do francês, alemão e russo para o inglês, e um livro de autoria única em dois volumes, Handbook for Computers (1954), descrevendo a matemática necessária para computadores humanos.